# Spenkaktus
Spenkaktus (Mammillaria longimamma) är en suckulent växt inom vårtkaktussläktet och familjen kaktusväxter. Arten publicerades i en monografi av Augustin Pyrame de Candolle 1828.

## Beskrivning
Spenkaktusen är solitärväxande eller tuvbildande och blir upp till 10 centimeter hög. Vårtorna blir upp till 5 centimeter långa. Areolerna är ulliga som unga, men nakna när de blir äldre. Taggarna består av 6 till 12 radiärtaggar som blir upp till 2,5 centimeter långa och 1 till 3 centraltaggar. De citrongula blommorna blir mellan 4 och 6 centimeter långa.

## Externa länkar

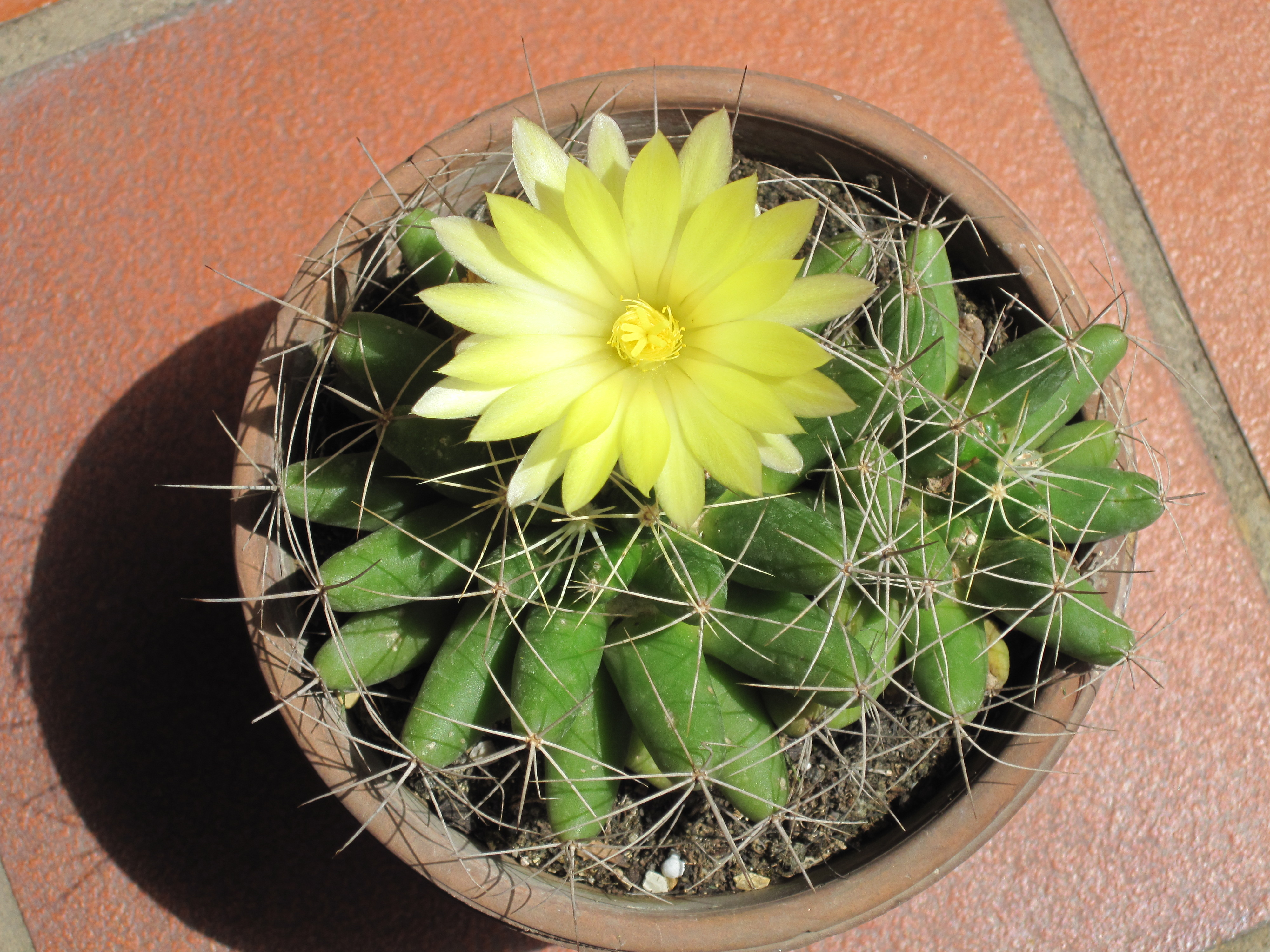
Mammillaria longimamma i blomma